# Thundering Herd de Marshall
Le Thundering Herd de Marshall (en anglais : Marshall Thundering Herd) est un club omnisports universitaire américain de l'Université Marshall fondé en 1895 et située à Huntington dans l'État de Virginie-Occidentale aux États-Unis.
Les équipes du Thundering Herd participent aux compétitions universitaires organisées par la National Collegiate Athletic Association et font partie de la Sun Belt Conference depuis la saison 2022 après avoir été membres de la Conference USA (2005-2021) et de la Mid-American Conference (1954-2004).
Le programme de football américain évolue dans la NCAA Division I Football Bowl Subdivision (FBS).

## Accident aérien de 1970
Le 14 novembre 1970, le vol Southern Airways 932 s'écrase à proximité de l'aéroport Tri-State, en Virginie-Occidentale, ne laissant aucun survivants. Parmi les 75 victimes à bord de l'appareil, il y avait 4 membres d'équipages, tandis que les passagers représentaient 71 joueurs, entraîneurs, ou supporters de l'équipe de football américain du Thundering Herd de l'Université Marshall, qui rentre chez elle après une défaite de 17 à 14 contre les Pirates d'East Carolina, au Ficklen Stadium de Greenville, en Caroline du Nord. Cet accident est considéré comme étant la « tragédie la plus meurtrière à avoir touché une équipe sportive » dans l'histoire des États-Unis.
Le film We Are Marshall sorti en 2006 retrace les conséquences de la tragédie aérienne. 
L'entraîneur Jack Lengyel est recruté après le crash pour rebâtir l'équipe. Il reste en poste trois saisons mais permet au programme de survivre. Le Thundering Herd enlèvent deux titres nationaux de Division II (ex-Division I-AA) en 1992 et 1996 avant de rejoindre l'élite de la Division I (ex-Division I-A) en 1997 au sein de la Mid-American Conference (MAC). Marshall remporte le titre de champion de la MAC en football américain en 1997, 1998, 1999, 2000 et 2002.
Le « Herd » a également été champion de la MAC en baseball lors de la saison 1955-56.

## Football américain

### Descriptif en fin de saison 2023
- Couleurs :   (vert et blanc)

- Dirigeants :
  - Directeur sportif : Christian Spears (en)
  - Entraîneur principal : Charles Huff (en), 3e saison, bilan : 22 - 17  (56,4%)

- Stade
  - Nom : Joan C. Edwards Stadium
  - Capacité : 30 475
  - Surface de jeu : pelouse artificielle (Astroturf)
  - Lieu : Huntington, Virginie-Occidentale

- Conférence :
  - Actuelle : Sun Belt Conference, Division East (depuis 2022)
  - Ancienne : 
    - Indépendants (1895–1925, 1952–1953, 1969–1976)
    - West Virginia Athletic Conference (1925–1932)
    - Buckeye Conference (1933–1938)
    - WVIAC (1939–1947)
    - Ohio Valley Conference (1948–1951)
    - Mid-American Conference (1954–1968, 1997–2004)
    - Southern Conference (1977–1996)
    - Conference USA (2005–2021)

- Internet :
  - Nom site Web : Herdzone.com
  - URL : https://herdzone.com/sports/football

- Bilan des matchs :
  - Victoires : 629 (52,3%)
  - Défaites 572:
  - Nuls : 47

- Bilan des Bowls :
  - Victoires : 13 (65%)
  - Défaites : 7

- College Football Playoff : -

- Titres :
  - Titres nationaux en NCAA Div. I FCS (2) : 1992, 1996
  - Titres nationaux en NCAA Div. I FBS : -
  - Titres de conférence : 13
    - WVIAC (en) (3) : 1925, 1928, 1931
    - Buckeye Conference (1) : 1937
    - Buckeye Conference (3) : 1988, 1994, 1996
    - Mid-American Conference (5) : 1997, 1998, 1999, 2000, 2002
    - Conference USA (1) 2014

  - Titres de division : 9
    - Division East de la MAC (6) : 1997, 1998, 1999, 2000, 2001, 2002
    - Division East de la C-USA (3) : 2013, 2014, 2020

- Joueurs :
  - Vainqueurs du Trophée Heisman : 0
  - Sélectionnés All-American : 23

- Hymne : Sons of Marshall
- Mascotte : Marco le Bison (en)
- Fanfare : Marching Thunder

- Rivalités :
  - Appalachian State (The Old Mountain Feud)
  - Ohio (rivalité (en))
  - East Carolina (rivalité (en))
  - West Virginia (rivalité (en))

### Affiliations
- Indépendants (1895–1925)
- West Virginia Athletic Conference (1925–1932)
- Buckeye Conference (1933–1938)
- Indépendants (1939–1947)
- Ohio Valley Conference (1948–1951)
- Indépendants (1952–1953)
- Mid-American Conference (1954–1968)
- Indépendants (1969–1976)
- Southern Conference (1977–1996)
- Mid-American Conference (1997–2004)
- Conference USA (2005–2021)
- Sun Belt Conference (Depuis 2022)

### Stades
- Fairfield Stadium (en) (1927–1990) ;
- Joan C. Edwards Stadium (depuis 1991).

### Palmarès

#### Titre national
Marshall a remporté deux titres de la NCAA Division I FCS (ex-Division I-AA) :
| Saison | Entraîneur      | Sélecteur          | Bilan | Adversaire                        | Résultat |
| ------ | --------------- | ------------------ | ----- | --------------------------------- | -------- |
| 1992   | Jim Donnan (en) | NCAA Division I-AA | 12–3  | Penguins de Youngstown State (en) | G, 31–28 |
| 1996   | Bob Pruett (en) | NCAA Division I-AA | 15–0  | Grizzlies du Montana              | G, 49–29 |

#### Titre de conférence
Marshall a remporté 13 titres de conférence,:
| Saison | Conférence              | Entraîneur           | Bilan Con. | Bilan Global |
| ------ | ----------------------- | -------------------- | ---------- | ------------ |
| 1925   | WVIAC (en)              | Charles Tallman (en) | 3–0–2      | 4–1–4        |
| 1928   | WVIAC (en)              | Charles Tallman (en) | 5–0        | 8–1–1        |
| 1931   | WVIAC (en)              | Tom Dandelet (en)    | 4–1        | 6–3          |
| 1937   | Buckeye Conference (en) | Cam Henderson (en)   | 4–0–1      | 9–0–1        |
| 1988†  | Southern Conference     | George Chaump (en)   | 6–1        | 11–2         |
| 1994   | Southern Conference     | Jim Donnan           | 7–1        | 12–2         |
| 1996   | Southern Conference     | Bob Pruett (en)      | 8–0        | 15–0         |
| 1997   | Mid-American Conference | Bob Pruett (en)      | 8–1        | 10–3         |
| 1998   | Mid-American Conference | Bob Pruett (en)      | 8–1        | 12–1         |
| 1999   | Mid-American Conference | Bob Pruett (en)      | 9–0        | 13–0         |
| 2000   | Mid-American Conference | Bob Pruett (en)      | 6–3        | 8–5          |
| 2002   | Mid-American Conference | Bob Pruett (en)      | 8–1        | 11–2         |
| 2014   | Conference USA          | Doc Holliday (en)    | 7–1        | 13–1         |

† Co-champions

#### Titre de Division
Marshall a remporté neuf titres de division :
| Saison | Division   | Entraîneur        | Adversaire                  | Résultat |
| ------ | ---------- | ----------------- | --------------------------- | -------- |
| 1997   | MAC East   | Bob Pruett (en)   | Rockets de Toledo           | G, 34–14 |
| 1998†  | MAC East   | Bob Pruett (en)   | Rockets de Toledo           | G, 23–17 |
| 1999   | MAC East   | Bob Pruett (en)   | Broncos de Western Michigan | G, 34–30 |
| 2000†  | MAC East   | Bob Pruett (en)   | Broncos de Western Michigan | G, 19–14 |
| 2001   | MAC East   | Bob Pruett (en)   | Rockets de Toledo           | P, 36–41 |
| 2002   | MAC East   | Bob Pruett (en)   | Rockets de Toledo           | G, 49–45 |
| 2013   | C-USA East | Doc Holliday (en) | Owls de Rice                | P, 24–41 |
| 2014   | C-USA East | Doc Holliday (en) | Bulldogs de Louisiana Tech  | W 26–23  |
| 2020   | C-USA East | Doc Holliday (en) | Blazers de l'UAB            | P, 13–22 |

† Co-champions

#### Bowls
Marshall a été invité à disputer 20 bowls et présente un bilan en fin de saison 2023 de 13 victoires pour 7 défaites († : Le Tangerine Bowl n'a pas été reconnu par la NCAA avant 1968 et son édition de 1948 n'est donc pas comptabilisée officiellement par la NCAA dans le palmarès de Marshall,).
| Saison | Entraîneur         | Bowl                           | Adversaire                   | Résultat  |
| ------ | ------------------ | ------------------------------ | ---------------------------- | --------- |
| 1947†  | Cam Henderson (en) | Tangerine Bowl 1948 (en)       | Catawba (en)                 | P, 00–07  |
| 1997   | Bob Pruett (en)    | Motor City Bowl 1997           | Rebels d'Ole Miss            | P, 31–34  |
| 1998   | Bob Pruett (en)    | Motor City Bowl 1998           | Cardinals de Louisville      | G, 48–29  |
| 1999   | Bob Pruett (en)    | Motor City Bowl 1999           | Cougars de BYU               | G, 21–03  |
| 2000   | Bob Pruett (en)    | Motor City Bowl 2000           | Bearcats de Cincinnati       | G 25–14   |
| 2001   | Bob Pruett (en)    | GMAC Bowl 2001                 | Pirates d'East Carolina      | G 642ET61 |
| 2002   | Bob Pruett (en)    | GMAC Bowl 2002                 | Cardinals de Louisville      | W 38–15   |
| 2004   | Bob Pruett (en)    | Fort Worth Bowl 2004           | Bearcats de Cincinnati       | P, 14–32  |
| 2009   | Rick Minter (en)   | Little Caesars Pizza Bowl 2009 | Bobcats de l'Ohio            | G, 21–17  |
| 2011   | Doc Holliday (en)  | Beef 'O' Brady's Bowl 2011     | Panthers de FIU              | G, 20–10  |
| 2013   | Doc Holliday (en)  | Military Bowl 2013             | Terrapins du Maryland        | G, 31–20  |
| 2014   | Doc Holliday (en)  | Boca Raton Bowl 2014           | Huskies de Northern Illinois | G, 52–23  |
| 2015   | Doc Holliday (en)  | St. Petersburg Bowl 2015       | Huskies du Connecticut       | G, 16–10  |
| 2017   | Doc Holliday (en)  | New Mexico Bowl 2017           | Rams de Colorado State       | G, 31–28  |
| 2018   | Doc Holliday (en)  | Gasparilla Bowl 2018           | Bulls de South Florida       | G, 38–20  |
| 2019   | Doc Holliday (en)  | Gasparilla Bowl 2019           | Knights de l'UCF             | P, 25–48  |
| 2020   | Doc Holliday (en)  | Camellia Bowl                  | Bulls de Buffalo             | P, 10–17  |
| 2021   | Charles Huff (en)  | New Orleans Bowl 2021          | Ragin' Cajuns de Louisiane   | P, 21–36  |
| 2022   | Charles Huff (en)  | Myrtle Beach Bowl 2022         | Huskies du Connecticut       | G, 28–14  |
| 2023   | Charles Huff (en)  | Frisco Bowl 2023               | Roadrunners de l'UTSA        |           |

### Rivalités
| Équipe rivale                           | Surnom                    | Trophée  | Bilan de Marshall | Bilan de Marshall | Bilan de Marshall | Bilan de Marshall | Bilan de Marshall | Premier match | Dernier match |
| --------------------------------------- | ------------------------- | -------- | ----------------- | ----------------- | ----------------- | ----------------- | ----------------- | ------------- | ------------- |
| Équipe rivale                           | Surnom                    | Trophée  | Nb.               | V.                | D.                | N.                | %                 | Premier match | Dernier match |
| Bobcats de l'Ohio                       | Battle for the Bell (en)  | The Bell | 60                | 21                | 33                | 6                 | 35,0              | 1905          | 2019          |
| Pirates d'East Carolina                 | -                         | -        | 17                | 06                | 11                | 0                 | 35,3              | 1967          | 2023          |
| Mountaineers de la Virginie-Occidentale | Friends of Coal Bowl (en) | -        | 12                | 0                 | 12                | 0                 | 00,0              | 1911          | 2012          |
| Mountaineers d'Appalachian State        | The Old Mountain Feud     | -        | 27                | 11                | 16                | 0                 | 40,7              | 1977          | 2024          |

### Numéro retiré
| N° | Nom          | Poste  | Saisons | Date du retrait |
| -- | ------------ | ------ | ------- | --------------- |
| 72 | Frank Gatski | Centre | 1940–41 | 2005            |

### Récompenses individuelles
- Meilleur de la saison par l'AFCA
  - Michael Barber – 1988
- Walter Payton Award
  - Michael Payton (en) – 1992
- Fred Biletnikoff Award
  - Randy Moss - 1997
- Sammy Baugh Trophy
  - Chad Pennington – 1999
- Trophée William V. Campbell
  - Chad Pennington – 1999

## Autres palmarès
- Soccer masculin – Championnat de la NCAA Division I : 2020